# Ashland
Ashland Global Holdings («Ашланд») — американская химическая компания. Компания Ashland работает в более чем 100 странах по всему миру, центральный офис расположен в городе Уилмингтон (штат Делавэр), до 2017 года находилась в Ковингтоне (штат Кентукки, США). В 2017 году отделила производителя горюче-смазочных материалов Valvoline в самостоятельную компанию.

## История компании
История компании берет своё начало в городе Ашленд, имя которого она и прославила. Компания Ashland была основана в 1924 году Полом Блейзером как нефтеперерабатывающая компания. Уже в 1930 году компания Ashland стала владельцем расположенной поблизости нефтеперерабатывающей компании Tri-State. Компания впоследствии продолжила практику приобретения других нефтяных компаний. В разные годы произошли слияния с разными компаниями: Swiss Oil в 1936 году, Allied Oil в 1948 году, Aetna Oil в 1949 году, Frontier Oil Refining и National Refining в 1950 году. К этому времени компания начала диверсификацию бизнеса, добавив в свой портфель нефтехимическое производство, что стало возможным благодаря покупке компаний RJ Brown в 1956 году и United Carbon в 1963 году.
Диверсификация бизнеса продолжилась с покупкой компании Warren Brothers в 1966 году, которая позже была переименована в Ashland Paving and Construction. Значимым приобретением в 1967 году стала покупка компании ADM Chemical Group. Основной бизнес этой компании — дистрибуция товаров химической промышленности — впоследствии стал самым значительным направлением компании Ashland во второй половине XX века. В 1969 году компания была реорганизована в Ashland Petroleum, а также вошла в совместное предприятие по добыче угля под именем Arch Mineral.
В 1980-х и начале 1990-х годов Ashland продолжает расширяться. Компания The Permian Corporation, которая объединилась с нефтяной компаний Scurlock в 1991 году, образовала дочернюю копанию Scurlock Permian Corporation. В 1992 году была приобретена значительная часть бизнеса по дистрибуции товаров химической промышленности компании Unocal, что сделало Ashland главным дистрибьютором в химической отрасли Северной Америки. В это время было создано подразделение the Industrial Chemicals & Solvents (IC&S). Название компании было изменено с «Ashland Oil» на «Ashland Inc.» в 1995 году, когда нефтяной бизнес стал занимать менее значительную долю в общем бизнесе компании.
В конце 1990-х годов произошли значительные изменения в структуре компании. В 1998 году нефтяное подразделение объединилось с Marathon Oil и сформировало Marathon Ashland Petroleum LLC, (MAP). После этого в 1999 году Ashland согласилась продать дочернюю компанию Scurlock Permian компании Plains All American Pipeline, в результате чего штаб-квартира была перенесена из города Рассел в Ковингтоне (штат Кентукки). Серьёзные изменения в структуре компании произошли в 2005 году, когда Ashland продала свою часть акций Marathon Ashland компании Marathon Oil, расформировав тем самым остатки своего подразделения, занимавшегося нефтяным бизнесом. С этого момента компания выходит из нефтеперерабатывающего и топливного бизнеса. Завод по переработке нефти в Катлеттсбурге работает и по сей день, однако, является уже собственностью компании Marathon. В 2006 году Ashland продала APAC (Ashland Paving and Construction, подразделение занимающееся строительством дорог и строений) компании Oldcastle Materials, дочернему предприятию Ирландской компании Oldcastle Inc. of Dublin.
В 2008 году Ashland приобрела подразделения по производству клея и эмульсий компании Air Products and Chemicals. 11 июля 2008 года Ashland объявила о планах по приобретению Hercules Inc. за 3,3 млрд долларов. Сделка была завершена 13 ноября 2008 году.
В июле 2010 года Ashland провела слияние своего литейного производства с немецкой компанией Süd-Chemie, образовав тем самым новую компанию ASK Chemicals LP со штаб-квартирой в Даблине (штат Огайо). В ноябре 2010 года Ashland объявила о намерении продать свой бизнес по дистрибуции, представленный компанией Ashland Distribution, компании TPG Capital за 930 млн долларов. Бизнес Ashland Distribution был частью Ashland более 40 лет. Сегодня Ashland Distribution имеет доход 3,4 млрд долларов и насчитывает около 2000 сотрудников по всей Северной Америке и Европе. Сделка была завершена 1 апреля 2011 года, конечная цена составила 979 млн долларов. Новая частная компания получила название Nexeo Solutions.
В мае 2011 года Ashland объявила, что она выкупила частную компанию International Specialty Products Inc. (ISP) за 3,2 млрд долларов, которая является ведущим глобальным поставщиком специальных химических продуктов, а также продуктов повышающих производительность, для потребительского и промышленного рынков.

## Продукция
В настоящее время компания Ashland имеет четыре собственных подразделения: Specialty Ingredients, Water Technologies, Ashland Performance Materials и Ashland Consumer Markets.

### Ashland Specialty Ingredients
Подразделение предлагает продукты, технологии и средства для решения проблем разработки и улучшения созданных с их применением конечных продуктов. Подразделение участвует в разработке продуктов в сфере личной гигиены, фармацевтических препаратов, пищевых продуктов и напитков. В мае 2011 Ashland купила компанию ISP Inc., которая была включена в подразделение Ashland Specialty Ingredients.

### Ashland Performance Materials
Подразделение занимается решениями в областях литейного производства, композитных полимеров, специальных полимеров и производства клеящих материалов и предлагает свою продукцию для различных областей: строительство, упаковочные материалы, транспорт и судоходство, а также для литейной промышленности. 29 предприятий этого подразделения расположены в 15 странах по всему миру. Компания Casting Solutions производит связующие смолы, химикаты, рукава и фильтры для металлообрабатывающей промышленности. Компания Composite Polymers занимается реализацией ненасыщенных полиэфирных смол, смол винилового эфира и гелькоутов. В рамках работы подразделения, компания Specialty Polymers & Adhesives производит различные клеи и смолы для транспортной, аэрокосмической и строительной отраслей.

### Ashland Consumer Markets
Продукция компании выпускается под брендами Valvoline, Eagle One, Car Brite и Zerex. Valvoline — одно из старейших моторных масел. Valvoline была основана доктором Джоном Эллисом, который в 1866 году создал смазочное масло на основе нефти. В 1873 году масло было зарегистрировано под именем «Valvoline» в городе Бингемтон (штат Нью-Йорк), тем самым являясь первым зарегистрированным моторным маслом в мире. Сегодня штаб-квартира Valvoline располагается в Лексингтоне (штат Кентукки). Продукция компании производится более чем на 10 заводах в Северной Америке. В Европе завод располагается в Нидерландах, в городе Дордрехт.

### Ashland Water Technologies
Ashland Water Technologies производит продукты для очистки воды (химическим средствами и не только) по заказу промышленных, коммерческих и муниципальных заказчиков. Подразделение занимается очисткой как приточных, так и сточных вод, а также работает с химикатами для разных стадий очистки воды. Бизнес был расширен в 2006 году благодаря приобретению французской компании OTENE в 2000 году и компании по очистке воды Degussa AG. В конце 2008 года, в связи с окончанием сделки по приобретению Hercules Inc., было создано подразделение, занимающееся работой с водными и пищебумажными ресурсами. В июне 2009 года подразделение Drew Marine Ashland Water Technologies было продано компании JF Lehman & Co предположительно за 120 млн долларов. Компания Drew Industrial является структурным подразделением Ashland Water Technologies.
В первом квартале 2014 года компания Ashland объявила о продаже подразделения Water Technologies частной инвестиционной компании Clayton, Dubilier & Rice. Эта сделка позволит Ashland сосредоточиться на своем основном бизнесе химических продуктов тонкого органического синтеза, в то время как у Water Technologies появится возможность продолжать развиваться в своей отрасли под новым началом.

## Спонсорство
Valvoline на протяжении десятилетий спонсирует различные спортивные мероприятия, команды и спортсменов. В частности, на данный момент Valvoline спонсирует Скотта Риггса, Эй-Джея Олмендингера и Мэтта Кенсета, участвующих в гонках NASCAR. В 2013 году Valvoline объявил о партнерстве с гонщиком ФИА Уорлд Tоуринг Кар (WTCC) Томом Коронелом. Также бренд сотрудничает с трехкратным чемпионом BTCC Мэттом Нилом. На кольцевых гонках WTCC в команду поддержки гонщиков, спонсируемых Valvoline, входят Valvoline Grid Girl, одетые в синюю униформу.